# Тавариш ди Оливейра, Карлуш Мигел
Карлуш Мигел Тавариш ди Оливейра (порт. Carlos Miguel Tavares de Oliveira; 9 марта 1993, Алмада, Португалия), более известен под именем Карлитуш (порт. Carlitos) — португальский футболист, вингер.

## Карьера
Футбольную карьеру начал в 2012 году в составе клуба «Синтренсе».
В 2016 году стал игроком кипрского клуба «Анортосис».
В 2018 году подписал контракт с клубом «Висла» Плоцк, за который провёл 8 матчей в чемпионате Польши.
В начале 2019 года перешёл в казахстанский клуб «Кайсар».